# Phaenochitonia sticheli
Phaenochitonia sticheli är en fjärilsart som beskrevs av Percy I. Lathy 1932. Phaenochitonia sticheli ingår i släktet Phaenochitonia och familjen Riodinidae. Inga underarter finns listade i Catalogue of Life.